# Ana Cristina Oliveira Leite
Ana Cristina Oliviera Leite (Bocholt, 23 ottobre 1991) è una calciatrice tedesca naturalizzata portoghese, attaccante del Bayer Leverkusen e della nazionale portoghese.

## Carriera

### Club
Nata a Bocholt in Germania, all'età di 15 anni entrò a far parte della squadra giovanile del Borussia Bocholt, per poi trasferirsi nella squadra riserve del FCR 2001 Duisburg. Il 17 febbraio 2008 fece il suo esordio nella Frauen-Bundesliga con la maglia del FCR 2001 Duisburg nella partita pareggiata per 2-2 contro il Wolfsburg, subentrando a Turid Knaak nei minuti finali. L'anno dopo, il 30 settembre 2009, fece il suo esordio nella UEFA Women's Champions League nella gara di andata dei sedicesimi di finale contro le bielorusse dell'Universitet Vitebsk, subentrando all'inizio del secondo trempo a Inka Grings. Per la stagione 2010-2011 si trasferì al SG Essen-Schönebeck, con cui disputò quattro stagioni. Al termine della stagione 2013-2014 lasciò Essen per tornare a Duisburg, firmando un contratto con il MSV Duiburg. Dopo due soli mesi rescisse il contratto e passò al Borussia Mönchengladbach, che disputava il campionato di 2. Frauen-Bundesliga e con cui conquistò la promozione in Frauen-Bundesliga al termine della stagione 2015-2016. Nell'estate 2016 ha firmato un contratto con il Bayer Leverkusen. Nell'estate 2017 ha lasciato il Bayer Leverkusen per trasferirsi allo Sporting Lisbona, impegnato nei preliminari della UEFA Women's Champions League 2017-2018 in qualità di campione in carica del campionato portoghese.

### Nazionale
Nel 2007 fece il suo esordio con la maglia della nazionale tedesca under-17 nella partita amichevole vinta per 8-0 sulla Danimarca. Nel 2009 disputò con la nazionale tedesca under-19 una partita contro la Svezia, vinta per una rete a zero. Nel 2010 scelse di accettare la convocazione da parte di Mónica Jorge, selezionatrice della nazionale portoghese, in occasione dell'Algarve Cup 2010. Dopo aver disputato quattro partite nelle qualificazioni al campionato europeo 2017, incluse le due partite di spareggio, è stata convocata dal selezionatore Francisco Neto per fare parte della squadra partecipante al campionato europeo 2017.